# Ť
Ť je slovo češke abecede.